# Brigitte Aubry
Pour les articles homonymes, voir Aubry.
Brigitte Aubry, née le 2 janvier 1964 est une actrice et directrice artistique française.

## Biographie

### Jeunesse
Brigitte Aubry a notamment été formée aux cours de Jean Périmony et a par la suite fait une tournée avec Les Femmes savantes. Elle a ensuite suivi les cours René Simon.
Pratiquant régulièrement le doublage, elle est également directrice artistique. En tant que comédienne de doublage, elle est la voix française régulière de Leslie Mann et Megan Mullally et a également doublé à plusieurs reprises d'autres actrices comme Callie Thorne et Christa Miller.

## Filmographie

### Cinéma
- 1989 : Après la guerre de Jean-Loup Hubert
- 2007 : Arezki, l'insoumis de Djamel Bendeddouche : Mademoiselle Faure, l'institutrice
- 2009 : Le Vilain d'Albert Dupontel : Mme Cozic
- 2012 : Tommy, court métrage d'Arnold de Parscau : la mère
- 2018 : Les Dents, pipi et au lit d'Emmanuel Gillibert : la fée Galipette
- 2018 : Amoureux de ma femme de Daniel Auteuil
- 2022 : Les Femmes du Square de Julien Rambaldi
- 2022 : Simone, le voyage du siècle d'Olivier Dahan
- 2024 : Ici et là-bas de Ludovic Bernard : Madeleine
- 2025 : On ira d'Enya Baroux : Simone

### Télévision
- 1986 : Maestro de Serge Korber
- 1989 : La Comtesse de Charny de Marion Sarraut
- 1989 : V comme vengeance, L'étrange histoire d'Émilie Albert de Claude Boissol
- 1990 : Marie Pervenche, L'amnésique est bon enfant de Claude Boissol
- 1991 : La Florentine de Marion Sarraut
- 2003 : Avocats et Associés, Le baptême du feu de Philippe Triboit
- 2004 : Haute Coiffure de Marc Rivière
- 2004 : Le Proc de Didier Albert
- 2005 : Le Bal des célibataires de Jean-Louis Lorenzi
- 2008 : Paris, enquêtes criminelles, Visions de Gérard Marx
- 2008 : Section de recherches, En plein cœur de Bruno Garcia
- 2010 : Contes et nouvelles du XIXe siècle, Le mariage de Chiffon de Jean-Daniel Verhaeghe
- 2010 : Fais pas ci, fais pas ça, L'esprit de Noël d'Alexandre Pidoux
- 2012 : Joséphine, ange gardien, Un monde de douceur de Pascal Heylbroeck
- 2012 : Alice Nevers le juge est une femme serie tv realisation Julien Zidi
- 2012 : La Loi de Valérie série tv realisation Thierry Binisti
- 2017 : Plus belle la vie : Madame Tissot
- 2017 : On va s'aimer un peu, beaucoup... serie tv  réalisation Julien Zidi
- 2019 : Jeux d'influence de Jean-Xavier de Lestrade
- 2019 : L'Enfant que je n'attendais pas de Bruno Garcia
- 2019 : Engrenages de Jean Philippe Amar
- 2019 : Un si grand soleil : Mme Lévy, la mère d'Alexandre et Davia
- 2020 : Lucas a disparu de Bruno Garcia
- 2020 : En plein coeur de Bruno Garcia
- 2020 : Sam de Jean Marc Brondolo
- 2020 : Cheyenne et Lola : Audrey
- 2020 : En famille - Carpe Diem de Maxime Potherat
- 2020 : Astrid et Raphaëlle de Frédéric Berthe
- 2021 : Le crime lui va si bien de Stéphane Kappes, Un caveau pour deux : Brigitte
- 2021 : L'École de la vie d'Elsa Bennett et Hippolyte Dard : Marie Michelet, la mère de Justine
- 2021 : Astrid et Raphaëlle, saison 2, épisode 4 Point d'orgue : Marie-Bénédicte
- 2021 : Pour te retrouver de Bruno Garcia : Docteur Calvo
- 2021 : HPI (saison 2, épisode 6 « S comme Italie »), réalisé par Jean-Christophe Delpias : Ophélie Belli
- 2023 : Maman a disparu de François Basset : Mathilde
- 2024 : Le crime lui va si bien, épisode 8 : L'affaire Molina : la mère de Céline
- 2024 : Brocéliande de Bruno Garcia : Barbara Perrier
- 2024 : La Maman du bourreau de Gabriel Aghion

## Théâtre
- 1982 : Nicomède, de Pierre Corneille, mise en scène Pierre Lefebvre, Grand Théâtre de Tours
- 1984 : George Dandin ou le Mari confondu, de Molière, mise en scène Pierre Lefebvre
- 2006 : Créon consulting de Romain Bisseret, mise en scène William Malatrat, Le Guichet Montparnasse
- 2011 : Embarquement immédiat de Gérard Darier, mise en scène de l'auteur, Théâtre Trévise
- 2012-2013 : Poil de Carotte de Jules Renard, mise en scène Jean-Philippe Ancelle et Michel Pilorgé, Lucernaire
- 2020 : Trop de jaune d'Orianne Moretti

## Doublage

### Cinéma

#### Films
- Leslie Mann dans (14 films) :
  - En cloque, mode d'emploi (2007) : Debbie
  - Drillbit Taylor, garde du corps (2008) : Lisa Zachey
  - I Love You Phillip Morris (2009) : Mme Russell
  - 17 ans encore (2009) : Scarlett O' Donnell
  - Échange Standard (2011) : Jamie Lockwood
  - 40 ans : Mode d'emploi (2012) : Debbie
  - The Bling Ring (2013) : la mère de Nicki
  - Triple Alliance (2014) : Kate King
  - Vive les vacances (2015) : Audrey Griswold
  - Célibataire, mode d'emploi (2016) : Meg
  - Contrôle parental (2018) : Lisa
  - Bienvenue à Marwen (2018) : Nicol
  - L'Esprit s'amuse (2020) : Elvira Condomine
  - La Bulle (2022) : Lauren Van Chance
- Megan Mullally dans (7 films) :
  - Fame (2009) : Fran Rowan
  - Smashed (2012) : la principale Barnes
  - Ce qui vous attend si vous attendez un enfant (2012) : Megan Mullally (caméo)
  - Alexandre et sa journée épouvantablement terrible et affreuse (2014) : Nina
  - The Boyfriend : Pourquoi lui ? (2016) : Barb Fleming
  - The Disaster Artist (2017) : Mme Sestero
  - C'est compliqué (2022) : Angie Evans
- Kali Rocha dans :
  - Secrets de jeunesse (2007) : Samantha
  - Le Fantôme de mon ex-fiancée (2008) : l'ange
  - Space Station 76 (2014) : Donna
- Jennifer Jason Leigh dans : 
  - Secrets (1997) : Caroline Cook
  - Margot va au mariage (2007) : Pauline
- 1988 : Hairspray : Tracy Turnblad (Ricki Lake)
- 1990 : Maman, j'ai raté l'avion ! : Heather McCallister (Kristin Minter)
- 1992 : Buffy, tueuse de vampires : Nicole (Paris Vaughan)
- 1995 : Halloween 6 : Kara Strode (Marianne Hagan)
- 1996 : Les 101 Dalmatiens : Anita (Joely Richardson)
- 1997 : A Stranger in the Kingdom (en) : Claire LaRiviere (Jordan Bayne)
- 1999 : En direct sur Ed TV : Shari (Jenna Elfman)
- 1999 : Breakfast of Champions : Celia Hoover (Barbara Hershey)
- 2000 : Mission to Mars : Maggie O'Connell (Kim Delaney)
- 2000 : Fous d'Irène : Irene Waters (Renée Zellweger)
- 2001 : Hold-up : Silvia (Maribel Verdú)
- 2002 : Appel au meurtre : May (Tanya Allen)
- 2002 : Traqueur de croco en mission périlleuse (en) : Brozzie Drewitt (Magda Szubanski)
- 2004 : Vanity Fair : La Foire aux vanités : Mme Sedley (Deborah Findlay (en))
- 2005 : Hard Candy : Judy Tokuda (Sandra Oh)
- 2006 : Alpha Dog : Elaine Holden (Janet Jones)
- 2006 : Confetti (en) : Jen (Sarah Hadland)
- 2006 : Little Children : Jean (Helen Carey)
- 2006 : Alpha Dog : Elaine Holden (Janet Jones)
- 2006 : Love (et ses petits désastres) : la thérapeute (Dawn French)
- 2007 : Mimzy, le messager du futur : Naomi Schwartz (Kathryn Hahn)
- 2007 : Le Jackpot de Noël : Judy Saunders (Rachel Hayward)
- 2008 : The Lucky Ones : Pat Cheaver (Molly Hagan)
- 2009 : La Montagne ensorcelée : ? ( ? )
- 2009 : Le Parfum du succès (en) : Agnes May (Frances Conroy)
- 2009 : District 9 : Tania Smit Van De Merwe (Vanessa Haywood)
- 2010 : Welcome to the Rileys : Harriet (Ally Sheedy)
- 2010 : Ce que je veux de plus : Chicca (Monica Nappo (it))
- 2011 : Sanctum : Judes (Allison Cratchley (en))
- 2011 : The Dragon Pearl (en) : Dr Li (Wang Ji)
- 2011 : Sex Friends : Megan (Jennifer Irwin (en))
- 2011 : Alfie le petit loup-garou : la mère Pochmans (Barbara Pouwels)
- 2012 : Alex Cross : Jody Klebanoff (Bonnie Bentley)
- 2013 : La Stratégie Ender : Theresa Wiggin (Andrea Powell)
- 2015 : Adaline : Regan (Lynda Boyd (en))
- 2015 : This Is Not a Love Story : Denise Kushner (Molly Shannon)
- 2016 : The Boss : Helen Kreagan (Annie Mumolo)
- 2017 : Un monde entre nous : Kendra (Carla Gugino)
- 2017 : Killing Gunther : Mia (Allison Tolman)
- 2017 : Handsome : Une comédie policière Netflix : le lieutenant Tucker (Amy Sedaris)
- 2018 : Downsizing : ? (?)
- 2018 : Little Italy : Amalia Campo (Linda Kash (en))
- 2019 : After : Chapitre 1 : Pr Soto (Meadow Williams (en))
- 2019 : Native Son : Peggy (Barbara Sukowa)
- 2020 : Rencontre fatale : Janice (Carolyn Hennesy (en))
- 2020 : La Famille Claus (nl) : Mme Jantien (Carly Wijs)
- 2021 : Aftermath : Anne Levin (Sandra Prosper (en))
- 2022 : The Greatest Beer Run Ever : ? (?)
- 2022 : Wedding Season (en) : Suneeta (Veena Sood (en))
- 2022 : Empire of Light : Hilary Small (Olivia Colman)
- 2024 : Blitz : Ruby (Heather Craney (en))

#### Films d'animation
- 1989 : City Hunter : Amour, Destin et un Magnum 357 : Kaori Makimura
- 1990 : City Hunter : Complot pour 1 million de dollars : Kaori Makimura
- 1990 : City Hunter : Bay City Wars : Kaori Makimura
- 1994 : Yū Yū Hakusho : La Légende du royaume des ombres : Botan, Keiko, Koenma Jr, Genkai
- 1995 : Lodoss : La Légende de Crystania : Dame Meila
- 1997 : La Belle et la Bête 2 : Le Noël enchanté : verres à vin et ornements
- 1999 : Équipières de choc, le film : Miyuki
- 1999 : Sakura, chasseuse de cartes, le film : le voyage à Hong Kong : Marie
- 2000 : Escaflowne : Une fille sur Gaïa : Yukari et Dilandau
- 2000 : Sakura, chasseuse de cartes 2 : La Carte scellée : Mlle Moreau et Nadine
- 2025 : Dog Man : la scientifique[n 1]

### Télévision

#### Téléfilms
- Roma Downey dans :
  - Abus de confiance (1999) : Cassie Whitman
  - Un nouveau départ (2001) : Maggie
  - Le club des rescapés (2004) : Jillian Hayes
  - Come Dance at My Wedding (2009) : Laura Williams
  - Filles des villes et filles des champs (2011) : Barbara Randall
- Melissa Gilbert dans :
  - Abus de confiance (1993) : Shari Karney
  - Les Cris du cœur (1994) : Karen
  - Un ex-fiancé en cadeau (2018) : Mary Russell
- Molly Hagan dans :
  - Témoin gênant (2014) : Janine
  - Une enseignante troublante (2015) : Candace
  - Quand le passé ressurgit... (2018) : Cathy Rhodes
- Carolyn Hennesy dans :
  - Deux mères pour la mariée (2014) : Kelly Court
  - Grossesse sous surveillance (2015) : Debbie
  - Rencontre fatale (2020) : Janice
- Dedee Pfeiffer dans :
  - L'Intuition d'une mère (2007) : Emilie Janzen
  - Vacances en famille (2010) : Emily Vickery
- Erin Gray dans :
  - Ghouls (2008) : Liz
  - Noël au soleil (2014) : la maire Tomlin
- Tricia Braun dans :
  - L'Ange de Noël (2011) : Lynette
  - L'envie d'être mère (2016) : Liz
- Robin Riker dans :
  - Un million de raisons (2013) : Maryellen Gable
  - La tueuse en rouge (2018) : Mary
- Sarah Edmondson dans :
  - Un amour qui a du chien (2017) : Cassie Guggenheim
  - Les femmes secrètes (2019) : Trish Britton
- René Ashton dans :
  - Une amitié dangereuse pour ma fille (2018) : Lisa
  - Séparée de ma fille à la naissance (2019) : Elisabeth Hogan
  - Toutes innocentes, toutes coupables (2021) : Sally Simms
  - Le cercle du vice (2022) : Kate
- 1989 : Tendre mensonge : Inspecteur Elizabeth 'Liz' Donaldson (Ann Jillian)
- 1990 : Le Dernier des Capone : Kathleen Hart (Ally Sheedy)
- 1992 : Buffy, tueuse de vampires : Nicole (Paris Vaughan)
- 1993 : La Vérité à tout prix : Tracey Lien (Cara Buono)
- 1993 : Les tommyknockers (mini-série) : Becka Paulson (Allyce Beasley)
- 1993 : The American Clock : Diana Marley (Kelly Preston)
- 1997 : L'amant diabolique : Alex Morrell (Holly Marie Combs)
- 1997 : L'éventreur : Mary Kelly (Karen Davitt)
- 1998 : Gia, femme de rêve : Linda (Elizabeth Mitchell)
- 1999 : La Route de la vengeance : Nina (Jenica Bergere)
- 2004 : Escale meurtrière : Ana (Ana Álvarez)
- 2004 : Mary Higgins Clark : La clinique du Docteur H : Katie DeMaio (Angie Everhart)
- 2006 : La Forêt en feu : Annie Calgrove (Tanya Allen)
- 2007 : Deux mobiles pour un meurtre : Stephanie Sanders (Lisa Marie Caruk)
- 2007 : La prison de l'amour : Sabine Kohlfeld (Winnie Böwe)
- 2007 : Un devoir de vengeance : Sara (Sam Jenkins)
- 2007 : Deux mobiles pour un meurtre : Dr Winn (Karen Kruper)
- 2007 : Marco Polo : Chabi (Yan Luo)
- 2009 : Terres de glaces, coeurs de feu : Margret Jonsdottir (Elva Osk Olafsdottir)
- 2009 : Virtuality : Le Voyage du Phaeton : Jean (Kari Wahlgren)
- 2010 : Piège en haute-couture : Megan Harris (Lori Graham)
- 2010 : L'Homme aux mille visages : Agent Susan Pascale (Krista Bridges)
- 2011 : Lune de miel en solo : Jenna (Maria Tecce)
- 2011 : Cinema Verite : Val (Lolita Davidovich)
- 2011 : Alfie le petit loup-garou : Moeder Pochmans (Barbara Pouwels)
- 2012 : 193 coups de folie : Jessica Wright (Erin Cahill)
- 2012 : Dame de fer pour cœur de velours : Else Deichnam (Andrea Eckert)
- 2012 : Un amour de chien : Gail (Kali Rocha)
- 2013 : Cœurs de braise : Mme Hutton (Stephanie Erb)
- 2013 : Le Rôle de sa vie : Dara (Amber Bela Muse)
- 2014 : L'Engrenage de l'anorexie : Joey (Callie Thorne)
- 2014 : Alerte piège de glace : Diane Jones (Jules Hartley)
- 2014 : Le Cœur des femmes : Frieda (Julia Hartmann)
- 2015 : Un mariage à l'épreuve : Sienna (Kate Drummond)
- 2015 : Dans l'ombre de mon mari : Gillian (Iris Quinn)
- 2015 : Le Code du Tueur : Kath Eastwood (Hannah Walters)
- 2016 : Je te surveille : Détective Thompson (Stacey Moseley)
- 2016 : Une belle fête de Noël : Katie (Julie Brown)
- 2016 : Une amitié contre les préjugés : Betty (Susan Batten)
- 2016 : Harcelée par mon médecin : Le retour : Linda Watkins (Hilary Greer)
- 2017 : Un amour de patineuse : Hildy Perdy (Linda Kash)
- 2017 : Handsome : Une comédie policière Netflix : Lieutenant Tucker (Amy Sedaris)
- 2018 : Cauchemar sous mon toit : Patty (Karenssa LeGear)
- 2018 : Un nid d'Amour pour Noël : Toni (Tara Samuel)
- 2019 : Lycéenne parfaite pour crime parfait : Betty Locke (Kirsten Robek)
- 2019 : Croisière Romantique : Eileen (Jacqueline Samuda)
- 2019 : Native Son : Peggy (Barbara Sukowa)
- 2019 : L'héritage de la honte : Eleanor (Rebecca Tilney)
- 2020 : Noël, mon boss & moi : Pat Park (Rebecca Staab)
- 2021 : Confessions d'une mythomane : Daya (Suzanne Salhaney)
- 2021 : Le dernier bal des débutantes : ? ( ? )

#### Séries télévisées
- Callie Thorne dans (14 séries) :
  - Homicide (1997-1999) : l'inspecteur Laura Ballard (45 épisodes)
  - Sur écoute (2002-2008) : Elena McNulty (12 épisodes)
  - New York, section criminelle (2004) : Sheila Bradley (saison 4, épisode 8)
  - Rescue Me : Les Héros du 11 septembre (2004-2011) : Sheila Keefe (93 épisodes)
  - Prison Break (2006-2008) : Pam Mahone (8 épisodes)
  - Royal Pains (2009) : Allison Moore (saison 1, épisode 4)
  - FBI : Duo très spécial (2009) : Maria Fiametta (saison 1, épisode 3)
  - Burn Notice (2009-2010) : Natalie Rice (saison 3, épisode 8 et saison 4, épisode 14)
  - Californication (2011) : la mère de Sasha Bingham (saison 4, épisode 8)
  - Elementary (2012) : Terry d'Amico (saison 1, épisode 7)
  - Les Mystères de Laura (2015-2016) : la capitaine Nancy Santiani (15 épisodes)
  - NCIS : Nouvelle-Orléans (2015-2021) : Sasha Broussard (9 épisodes)
  - New York, unité spéciale (2016-2021) : Nikki Staines (3e voix - saisons 18 à 23, 6 épisodes)
  - Blue Bloods (2019-2022) : Maggie Gibson (5 épisodes)

- Molly Hagan dans (13 séries) :
  - Allie Singer (2004-2007) : Sue Singer (41 épisodes)
  - Médium (2009) : le médecin urgentiste (saison 6, épisode 6)
  - Chaos (2011) : Mme Lurkin (épisodes 1 et 5)
  - Desperate Housewives (2012) : Gillian (saison 8, épisode 18)
  - NCIS : Los Angeles (2013) : Peggy Winant (saison 5, épisode 9)
  - Longmire (2014) : Sylvia Mallory (saison 3, épisode 3)
  - Switched (2014) : Tammy Brenawicz (saison 3, épisode 15)
  - Stalker (2014) : Nancy Dalton (épisode 7)
  - iZombie (2015-2019) : Eva Moore (7 épisodes)
  - NCIS : Nouvelle-Orléans (2016) : Elaine Jarrett (saison 2, épisode 22)
  - The Orville (2017 / 2019) : Drenala Kitan (saison 1, épisode 10 puis saison 2, épisode 3)
  - Murder (2018) : Nancy Montoya (saison 5, épisode 2)
  - Truth Be Told : Le Poison de la vérité (2019-2020) : Susan Carver (4 épisodes)

- Faith Prince (en) dans :
  - Huff (2004-2006) : Kelly Knippers (19 épisodes)
  - Ugly Betty (2009) : Jean (saison 4, épisode 9)
  - Drop Dead Diva (2009-2013) : Elaine Bingum (6 épisodes)
  - Les Experts (2010) : Lynn Stecker (saison 10, épisode 15)
  - A Gifted Man (2011) : Eileen Lewis (épisode 9)
  - Modern Family (2017) : Lorraine (1re voix - saison 8, épisode 10)

- Christa Miller dans (5 séries) :
  - Scrubs (2001-2010) : Jordan Sullivan (89 épisodes)
  - La Menace Andromède (2008) : Dr Angela Noyce (mini-série)
  - Cougar Town (2009-2015) : Ellie Torres (102 épisodes)
  - Whiskey Cavalier (2019) : Kelly Ashland (épisode 12)
  - Shrinking (depuis 2023) : Liz

- Missy Crider (de) dans (4 séries) :
  - Les Médiums (2000) : Ellen « Satori » Polaski (13 épisodes)
  - New York, section criminelle (2006) : Charlene Copeland (saison 6, épisode 5)
  - 24 Heures chrono (2007) : Rita Brady (saison 6, épisodes 5 à 8)
  - FBI : Portés disparus (2007) : Mia Jones (saison 5, épisode 22)

- Dedee Pfeiffer dans :
  - Cybill (1995-1997) : Rachel Blanders (42 épisodes)
  - Burn Notice (2007) : Cara Stagner (saison 1, épisode 3)
  - Supernatural (2009) : Kate Milligan (saison 4, épisode 19)

- Kali Rocha dans :
  - Grey's Anatomy (2006-2007) : Dr Sydney Heron (8 épisodes)
  - New York, unité spéciale (2007) : Cindy Marino (saison 8, épisode 15)
  - Modern Family (2012) : l'organisatrice de la fête (saison 3, épisode 17)

- Roma Downey dans :
  - Les Anges du bonheur (1994-2003) : Monica (211 épisodes)
  - Division d'élite (2004) : Reagan Gilancy (saison 4, épisodes 13 à 15)

- Laura Harring dans :
  - The Shield (2006) : Rebecca Doyle (8 épisodes)
  - Gossip Girl (2009-2010) : Elizabeth Fisher (saison 3, épisodes 12 à 16)

- Andrea Powell dans :
  - Thief (2006) : Kim Hayes (mini-série)
  - Outcast (2016) : Tansy (saison 1, épisodes 2, 8 et 9)

- Linda Park dans :
  - Women's Murder Club (2007-2008) : Denise Kwon (10 épisodes)
  - NCIS : Enquêtes spéciales (2012) : le lieutenant Nora Patel (saison 10, épisode 4)

- Jacinda Barrett dans :
  - Suits : Avocats sur mesure (2012-2013) : Zoe Lawford (saison 2, épisodes 7, 8 et 11)
  - Bloodline (2015-2017) : Diana Rayburn (33 épisodes)

- Barbara Sukowa dans :
  - 12 Monkeys (2015-2018) : Katarina Jones (45 épisodes)
  - Hunters (2020) : Tilda Sauer (saison 1, épisode 5)

- 1982-83 : Matthew Star : Pamela Elliot (Amy Steel)
- 1993-2012 : Les Feux de l'amour : Hope Wilson (Signy Coleman)
- 1999-2000 : Alerte à Hawaï : Allie Reese (Simmone Mackinnon)
- 2001 : Le Journal intime d'un homme marié : Sandy (Kathryn Morris)
- 2005 : Kelsey Grammer Présente Le Sketch Show : personnages divers (Mary Lynn Rajskub)
- 2005 : Golden Hour : urgences extrêmes : Beth Stanley (Cathryn Bradshaw)
- 2005 : Hercule Poirot : Je ne suis pas coupable : l'infirmière O'Brien (Marion O'Dwyer)
- 2006 : Dernier Recours : Charlotte Watkins (Rebecca Pidgeon)
- 2010-2023 : Party Down : Lydia Dunfree (Megan Mullally) (16 épisodes)
- 2011 : Desperate Housewives : Dr Lipman (Alison Martin)
- 2011 : New York, unité spéciale : Dede Aston (Lori Singer)
- 2011-2015 : Jessie : Rhoda Chesterfield (Carolyn Hennesy)
- 2013 : Miss Fisher enquête : Rosie Sanderson (Dee Smart)
- 2013-2014 : Sam et Cat : Bungle (Lisa Lillien)
- 2019 : My Life Is Murder : Miranda Lee (Magda Szubanski) (saison 1, épisode 7)
- 2022 : The Sound of Magic : ? (?)
- 2023 : Lockwood and Co. : Mme Carlyle (Sandra Huggett) (saison 1, épisode 1)
- 2023 : Acharnés : ? (?)
- 2023 : De grandes espérances : Miss Havisham (Olivia Colman) (mini-série)
- 2023 : Ahsoka : Klothow (Claudia Black)
- 2024 : A Killer Paradox (en) : la mère de Jae-jun [Qui ?]
- 2025 : Sandman : l'Ancienne [Qui ?] (saison 2)

#### Séries d'animation
- 1973[n 2] : Willie Boy : Robert, Clara Morison et divers enfants
- 1995 : Neon Genesis Evangelion : Hikari Hokari (1re voix)
- 1998 : Papyrus : Isis et Nébou (création de voix)
- 1998-2000 : Sakura, chasseuse de cartes : Marie
- 2000-2002 : Wheel Squad : Jessica (création de voix)
- 2000-2003 : Clifford le gros chien rouge : Cléo
- 2003 : Fullmetal Alchemist : Juliet Douglas / Sloth et Trisha Elric
- 2003-2004 : Planetes : Claire Rondo et Eldegard Rivera
- 2005 : Toupou : Mlle Quinlan (création de voix)
- 2005 : Foot 2 Rue : voix additionnelles (création de voix)
- 2006 : Lucas la Cata : Miss Mégère (saison 1)
- 2011 : Beelzebub : Angelica (épisode 24)
- 2011-2013 : Jelly Jamm (en) : la reine
- 2021 : Invincible : Debbie Grayson[n 3]

### Jeux vidéo
- 1997 : La Panthère rose : Passeport pour le danger : Indrani, Yung-Li, voix additionnelles
- 1998 : La Panthère rose 2 : Destination mystère : Violette, Madame Petitbeurre, Maude Fauchée, voix additionnelles
- 2009 : Assassin's Creed II : voix additionnelles[2]
- 2014 : Watch Dogs : voix additionnelles[2]
- 2017 : The Legend of Zelda: Breath of the Wild : Impa
- 2021 : New World : divers personnages
- 2022 : Dying Light 2 Stay Human : ?
- 2023 : The Legend of Zelda: Tears of the Kingdom : Impa
- 2023 : Age of Empires II: Definitive Edition - Return of Rome : voix additionnelles

### Direction artistique

#### Films
- 1980[n 4] : Up the Academy
- 2001 : D'Artagnan
- 2005 : Duma
- 2006 : History Boys
- 2007 : December Boys
- 2013 : La Malédiction de Chucky
- 2013 : Les Justiciers masqués
- 2018 : Woman at War
- 2020 : Desperados

#### Séries télévisées
- Les Feux de l'amour
- Des jours et des vies
- 1998-2003 : Les Anges du bonheur (saisons 5 à 9)
- 2001-2002 : Le Journal intime d'un homme marié
- 2002 : Celeb
- 2004 : Hôtel de rêve...
- 2006-2007 : Le Destin de Bruno (avec Cyrille Artaux et Jean-Pascal Quilichini)
- 2007 : Meurtres en haute société (avec Stéphane Marais)
- 2008-2009 : Privileged
- 2013-2022 : Inspecteur Barnaby (saisons 16 à 22, avec Jean-Pascal Quilichini en saisons 21 et 22)
- 2014 : Agatha Raisin (avec Coco Noël, épisode pilote seulement)
- 2014-2015 : Remedy
- 2015-2018 : Casual
- 2016 : Maigret
- 2017 : The Magicians (saison 2)
- 2018 : Mrs Wilson (mini-série)

#### Téléfilms
- 1999 : Come On Get Happy: The Partridge Family Story
- 2000 : In His Life: The John Lennon Story
- 2001 : Le journal d'un obsédé sexuel
- 2004 : The JammX Kids
- 2007 : La Revanche de Déchireman
- 2007 : Un passé trouble
- 2007 : Molly: An American Girl on the Home Front
- 2008 : L'envie d'être parents
- 2009 : Sous le soleil de Miami
- 2009 : Au nom de l'amitié
- 2010 : Sauvez le Père Noël ![2]
- 2010 : Maman, moi ? Jamais !
- 2010 : Les Chemins du bonheur
- 2011 : Les Terres de Wendy
- 2011 : Un amour ne meurt jamais
- 2011 : Marie X
- 2011 : Philtre d'amour
- 2011 : Pour quelques kilos de trop
- 2011 : Le tueur de l'opéra
- 2012 : Double Destinée[2]
- 2012 : L'ancre des souvenirs
- 2012 : La belle espionne
- 2012 : La valse des cœurs
- 2012 : La femme du bijoutier
- 2012 : Le testament secret
- 2013 : Une maman, des papas
- 2013 : Au cœur de la tornade
- 2013 : Portrait d'un meurtrier[2]
- 2013 : Le Meurtrier de minuit[2]
- 2013 : Le Rôle de sa vie
- 2013 : Mini Macho
- 2013 : Le manoir de Cold Spring
- 2013 : La star de Noël
- 2013 : Noël au bout des doigts
- 2013 : Bataille à la crèche
- 2013 : Le ministre
- 2013 : Achtung Polizei !
- 2013 : La Femme interdite
- 2013 : L'Ennemi dans ma vie
- 2013 : Mes enfants font la loi
- 2013 : Robin des Bois et moi
- 2013 : Une famille en péril
- 2014 : Loin des yeux, loin du Cœur
- 2014 : La Cerise sur le gâteau de mariage[2]
- 2014 : La Légende de l'or perdu
- 2014 : Entre le cœur et la raison[2]
- 2014 : Mes parents terribles
- 2014 : Une passion 3 étoiles[2]
- 2014 : Julia, libre avant tout
- 2014 : La plus belle fête de Noël
- 2014 : La menteuse
- 2014 : Le rêve de mes 16 ans
- 2014 : Le cœur des femmes
- 2014 : Mon beau sapin
- 2014 : Mon George à moi
- 2014 : Monsieur Miracle
- 2014 : Un cow-boy pour Noël
- 2014 : Temps nuageux avec risque d'amour
- 2015 : La muse de l'artiste[2]
- 2015 : 99 fois papa !
- 2015 : Berlin One
- 2015 : Bienvenue au club
- 2015 : Die Hebamme
- 2015 : Le chien qui a sauvé l'été
- 2015 : Une femme en or
- 2016 : Romance à l'hôtel
- 2017 : Coup de foudre et imprévus
- 2018 : La Proposition de Noël[2]
- 2018 : Une soirée inoubliable pour Noël

#### Séries d'animation
- 2006 : Éloïse, c'est moi
- 2012 : Kioka